# Samaná El Catey International Airport
Samaná El Catey International Airport är en flygplats i Dominikanska republiken. Den ligger i provinsen María Trinidad Sánchez, i den östra delen av landet, 90 km norr om huvudstaden Santo Domingo. Samaná El Catey International Airport ligger 4 meter över havet.
Terrängen runt Samaná El Catey International Airport är huvudsakligen platt, men österut är den kuperad. Havet är nära Samaná El Catey International Airport norrut. Runt Samaná El Catey International Airport är det ganska tätbefolkat, med 116 invånare per kvadratkilometer. Närmaste större samhälle är Sánchez, 13,7 km öster om Samaná El Catey International Airport. I omgivningarna runt Samaná El Catey International Airport växer i huvudsak städsegrön lövskog.